# Orconectes mississippiensis
Orconectes mississippiensis é uma espécie de crustáceo da família Cambaridae.
É endémica dos Estados Unidos da América.